# ヒスパニア・F111
ヒスパニア・F111 はHRT F1チームが2011年のF1世界選手権参戦用に開発したフォーミュラ1カー。2011年の開幕戦から最終戦まで使用された。

## 概要
前年度に使用したF110はダラーラによる設計と製作であったが、チーム代表のコリン・コレスが独自設計のマシンも懇望していたため、ダラーラとの契約を解除して製作したチーム初の独自設計マシンである。マシンの設計はテクニカルディレクターのジェフ・ウィリスと、チーフデザイナーのポール・ホワイトによって行われる。ギアボックスにウィリアムズ製のものを使用する。
2011年1月25・26日に、マシン名が「F111」であり、3月3日にバーレーン合同テストでシェイクダウンされることを発表した。マシンのシェイクダウンは他のチームより遅れるが、これは、前年度にトヨタと提携してマシンを設計しようと試みたものの交渉が決裂するなどチーム側の幾つかの諸事情が重なったためでもある。2月8日には、インターネット上でF111の画像を公開した。ダニエル・サイモンがデザインしたマシンカラーリングはチェッカーフラッグをモチーフにした白と黒、これにアクセントとして赤に取り入れ、前年度のF110と比べて華やかな印象を与えている。結局、リウッツィの起用アナウンスの際に、新マシンの発表は3月11日のカタロニア・サーキットでの最終合同テストに変更する事になった。そして3月11日に「F111」が公開されたが、税関で一部部品が足止めを喰らい、合同テストでのシェイクダウンは不可能となった。

### 2011年シーズン
開幕戦であるオーストラリアGPでのフリー走行が実質的なシェイクダウンとなった。予選では107%ルールを満たすことができず、決勝への出走は認められなかった。第2戦マレーシアGPでは、107％ルールをクリアしたものの両ドライバーリタイア。第3戦中国GPではフロントウィングなどアップデートパーツを装着し、ヴァージン・MVR-02に肉薄するタイムを記録し若干のタイム向上を見せた。決勝ではダブル完走を果たし両者揃って初完走を遂げた。

## 記録
| 年   | No. | ドライバー     | 1   | 2   | 3   | 4   | 5   | 6   | 7   | 8   | 9   | 10  | 11  | 12  | 13  | 14  | 15  | 16  | 17  | 18  | 19  | ポイント | ランキング |
| 年   | No. | ドライバー     | AUS | MAL | CHN | TUR | ESP | MON | CAN | EUR | GBR | GER | HUN | BEL | ITA | SIN | JPN | KOR | IND | ABU | BRA | ポイント | ランキング |
| ---- | --- | -------------- | --- | --- | --- | --- | --- | --- | --- | --- | --- | --- | --- | --- | --- | --- | --- | --- | --- | --- | --- | -------- | ---------- |
| 2011 | 22  | カーティケヤン | DNQ | Ret | 23  | 21  | 21  | 17  | 17  | 24  |     |     |     |     |     |     |     |     | 17  |     |     | 0        | 11位       |
| 2011 | 22  | リチャルド     |     |     |     |     |     |     |     |     | 19  | 19  | 18  | Ret | NC  | 19  | 22  | 19  | 18  | Ret | 20  | 0        | 11位       |
| 2011 | 23  | リウッツィ     | DNQ | Ret | 22  | 22  | Ret | 16  | 13  | 23  | 18  | Ret | 20  | 19  | Ret | 20  | 23  | 21  |     | 20  | Ret | 0        | 11位       |

- 太字はポールポジション、斜字はファステストラップ。(key)

## 売却
HRTは2012年シーズンを最後に活動を中止。2013年に資産が処分された際に、ヒスパニア・F111の少なくとも1台は、F112とともに自動車用品のリサイクル業者の手に渡った。